# Benito García
Benito García är en ort i Mexiko.   Den ligger i kommunen Ensenada och delstaten Baja California, i den nordvästra delen av landet, 2 200 km nordväst om huvudstaden Mexico City. Benito García ligger 129 meter över havet och antalet invånare är 6 598.
Terrängen runt Benito García är huvudsakligen kuperad, men västerut är den bergig. Runt Benito García är det glesbefolkat, med 8 invånare per kvadratkilometer. Närmaste större samhälle är Rodolfo Sánchez Taboada, 8,0 km nordväst om Benito García. Omgivningarna runt Benito García är i huvudsak ett öppet busklandskap.